# Alessandro Aleandri
Alessandro Aleandri (Bevagna, 15 agosto 1762 – Bevagna, 17 agosto 1838) è stato un politico e scrittore italiano.
Scrittore di riforme economiche nello Stato della Chiesa con il pontificato di Pio VI e l'allora Tesoriere Generale Fabrizio Ruffo. Scrittore versatile, eclettico, è governatore di numerose località dell'Italia centrale, poi senatore, console e Presidente del consolato della Repubblica romana 1798-99. Dopo il 1815, tenutosi in disparte durante il periodo imperiale francese napoleonico, è da subito reinserito negli affari di governo con il ritorno dei pontefici col cardinal Consalvi.